# Johann Baptist Mayr
Johann Baptist Mayr (* 1681 in Beilngries; † 1757 in Rebdorf) war von 1732 bis 1757 Prälat des Klosters Rebdorf. Seine Vorfahren waren Eichstätter Hoffischer und sein Vater fürstbischöflicher Braumeister in Beilngries. Er ließ die Rebdorfer Klosterkirche erneuern.